# Gestão Aécio Neves no governo de Minas Gerais
A Gestão Aécio Neves no governo de Minas Gerais ou Governo Aécio Neves de Minas Gerais corresponde ao período em que Aécio Neves esteve ocupando o cargo de Governador de Minas Gerais. Este momento inicia-se em 1º de janeiro de 2003 e termina em 31 de março de 2010.

## Choque de Gestão
Um dos principais pontos de seu governo foi o chamado "choque de gestão", que visa à redução de despesas, a reorganização e modernização do aparato institucional do Estado, implementando novos modelos de gestão. O "choque de gestão" propôs um envolvimento de todos os órgãos e entidades do Poder Executivo Estadual, com o objetivo de melhorar a qualidade e reduzir os custos dos serviços públicos do estado.
A médio e longo prazo, o "Choque de Gestão" contemplava a obtenção de resultados baseados na qualidade e na produtividade, mediante critérios de incentivos que induzam o maior comprometimento dos atores responsáveis, através da meritocracia. Ele também prevê o investimento na capacitação do servidor público do Estado e a adoção de novos modelos de parcerias público-privadas que possibilitem a oferta de melhores serviços aos cidadãos.

"Os primeiros resultados foram espetaculares e todos em Washington ficaram bem impressionados."

John Briscoe, diretor do Banco Mundial
No Choque de gestão houve o fim da escala de pagamentos. Os salários voltaram a ser pagos em dia, assim como o décimo-terceiro salário, o que não acontecia desde 1989. Foi promovida a implantação dos Planos de Carreiras e foram liberados R$ 100 milhões em verbas retidas (direitos dos servidores que não eram pagos havia muito tempo).
Em 2005, o Banco Interamericano de Desenvolvimento (BID) liberou o empréstimo para o Governo de Minas Gerais. O Banco Mundial ofereceu ao Estado um empréstimo em contrapartida ao choque de gestão.
Um dos principais formuladores dessa política, o professor Vicente Falconi, tornou-se cada vez mais procurado para aplicar o método do Choque de Gestão em outras esferas da administração pública, inclusive pelo então presidente Luiz Inácio Lula da Silva.

## Cidade Administrativa Tancredo Neves

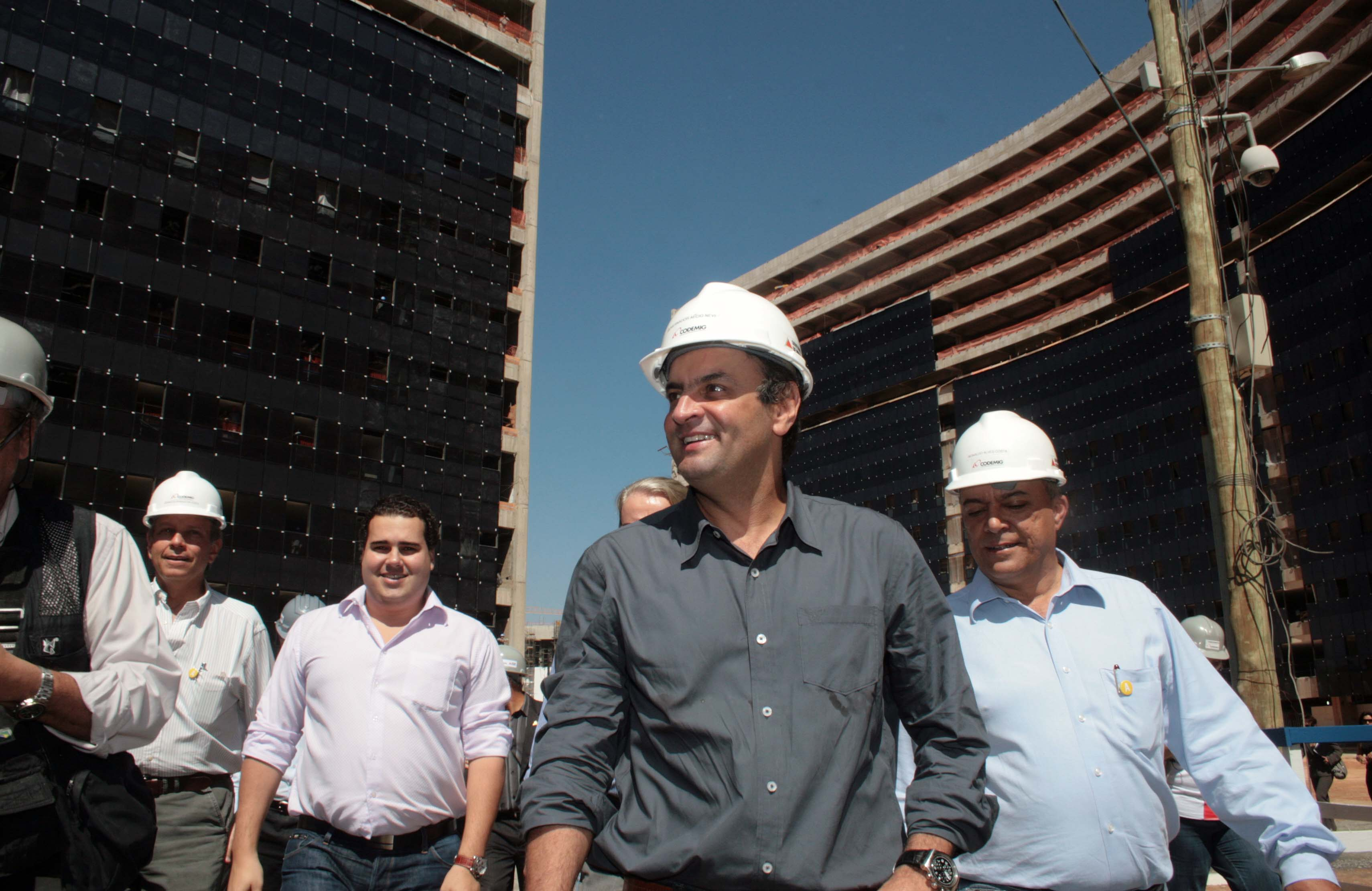
Aécio visitando obras da Cidade Administrativa Tancredo Neves.

A Cidade Administrativa Tancredo Neves, construída para ser a nova sede do Governo de Minas, foi inaugurada por Aécio em 4 de março de 2010. A data foi escolhida para homenagear Tancredo Neves, pois marcava o centenário de nascimento do ex-presidente. O conjunto de cinco prédios projetado por Oscar Niemeyer fica no terreno do antigo Hipódromo Serra Verde, no bairro Serra Verde, em Belo Horizonte.
A Cidade Administrativa concentra em um único local todos as secretarias e órgãos públicos estaduais, bem como seus 16 300 servidores, gerando uma economia prevista de R$ 92 milhões por ano. Sua localização também visa promover o desenvolvimento da região Norte de BH e municípios vizinhos, atraindo investimentos públicos e privados e criando mais oportunidades para melhorar a qualidade de vida da população.
Com 265 mil metros quadrados de área construída, o complexo inclui o Palácio Tiradentes, onde fica o gabinete do governador; dois edifícios para as Secretarias e demais órgãos; um centro de convivência com restaurantes, lojas e bancos; um auditório com 490 lugares; helipontos e estacionamento para cinco mil vagas. O acesso à Cidade foi facilitado por outra obra de igual importância para a configuração urbanística de BH, a Linha Verde.
A obra foi orçada inicialmente em R$ 550 milhões, mas custaram R$ 1,7 bilhão. As obras não utilizaram recursos do tesouro estadual, mas da Companhia de Desenvolvimento Econômico de Minas Gerais (Codemig), uma estatal abastecida com royalties das mineradoras, que só pode investir em obras de infraestrutura.

## Contas públicas

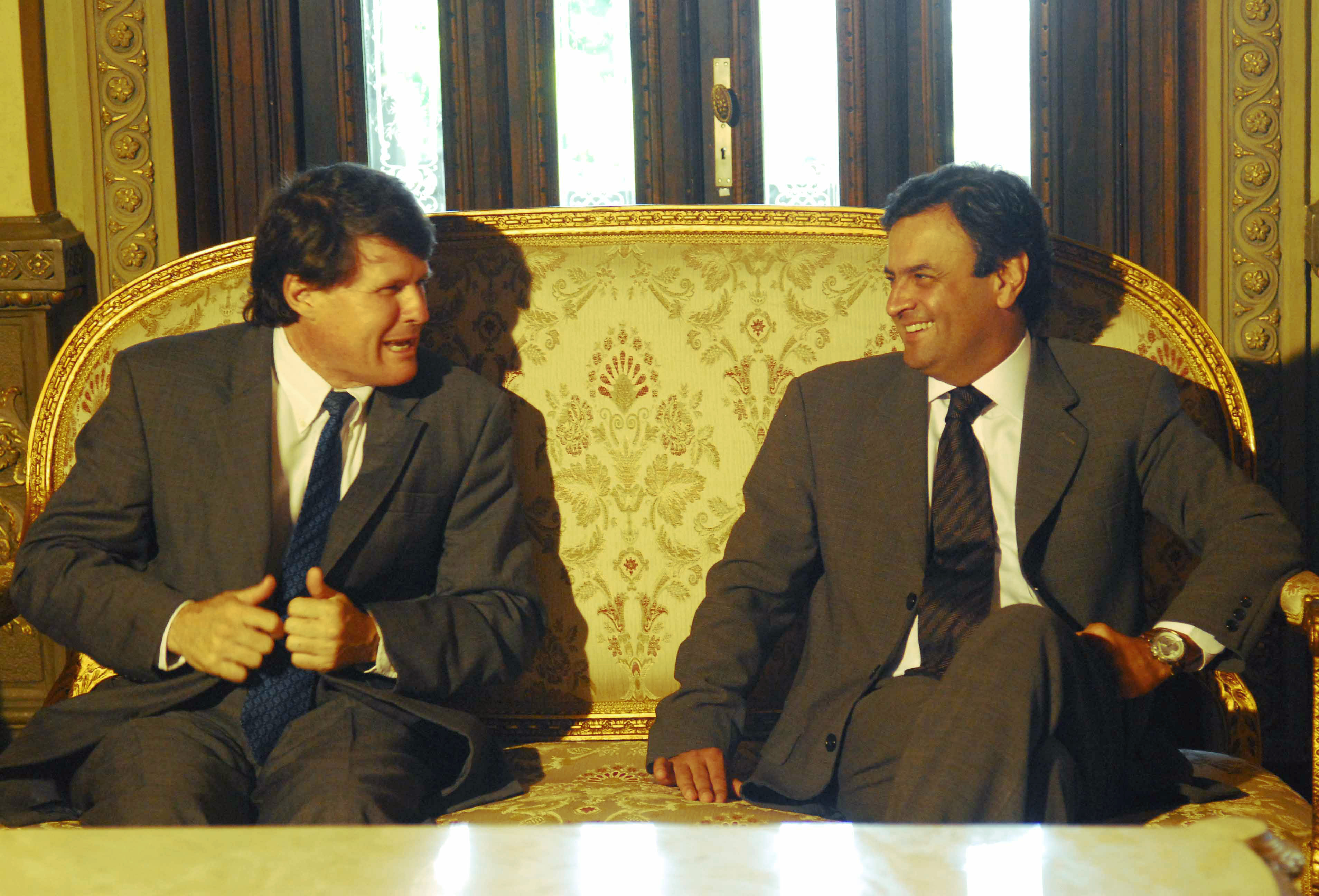
Aécio recebe o diretor do Banco Mundial (Bird) para o Brasil e para o Caribe John Briscoe, 9 de dezembro de 2008.

Quando assumiu o governo, Minas tinha R$ 5 bilhões em dívidas com fornecedores e um déficit orçamentário de R$ 2,3 bilhões de reais. O primeiro passo feito por Aécio foi o de proibir gastos e, posteriormente, implementou uma estratégia para zerar o déficit. Oito medidas tomadas deram uma economia de R$ 1 bilhão ao governo de Minas: o número de secretarias do Estado foi reduzido de 21 para 15, resultando na extinção de 1 326 cargos de confiança; funcionários não efetivados foram demitidos; serviços terceirizados foram reduzidos; houve cortes de gratificações; foram reduzidas em 17% as despesas do executivo com compras, combustíveis e serviços; eliminação de salários duplicados ou indevidos e pensões indevidas; realização de leilões para compra de produtos e serviços, que resultaram na redução de 23% nos preços; renegociação de dívida com fornecedores de leilões; redução dos salários do governador, do vice-governador e dos secretários, passando de R$ 19 000 para R$ 10 500; e a informatização dos controles de despesas e da folha de pagamento. Também foram aprovadas alterações na Constituição estadual com o objetivo de evitar que o déficit de recursos crescesse novamente. Um dos primeiros resultados desse conjunto de medidas foi pagar o décimo terceiro integral do funcionalismo dentro do prazo previsto por lei em 2003.
Depois de quatorze anos em dívida, o governo federal reconheceu o equilíbrio das contas do Estado e autorizou o governo de Minas Gerais a voltar a captar recursos no exterior em 2005. Em maio de 2008, o Banco Mundial aprovou um financiamento de US$ 976 milhões para o Estado, dentro de sua nova estratégia de parceria com o Brasil. O financiamento é a maior operação de empréstimo do banco a um estado federado, sem exigir contrapartida financeira. Nesse caso, a contrapartida consistia em 24 metas estipuladas em programas sociais do governo de Minas, em áreas como educação, saúde, gestão e desenvolvimento econômico.
Em 2006, o governo pagou as dívidas de precatórios trabalhistas atrasadas do estado, quitando o valor de R$ 292,08 milhões entre 2003 a 2006.

## Educação
Aécio implementou, desde 2003, novos projetos e programas para a educação. Minas Gerais foi o primeiro estado do Brasil a colocar as crianças de seis anos de idade na escola, garantindo um ano a mais no ensino fundamental da rede pública. Em 2005, foi criado o programa Aluno em Tempo Integral, que atende mais de 105 mil alunos. Também foi criado o projeto Escola Viva, Comunidade Ativa, que apoia escolas em áreas urbanas, com população carente. O programa atendeu mais de 450 mil alunos. O estado de Minas Gerais possui a melhor educação fundamental do Brasil, segundo o Ideb, do governo federal. A nota média obtida por alunos mineiros chegou ao nível de países desenvolvidos.

## Desenvolvimento social

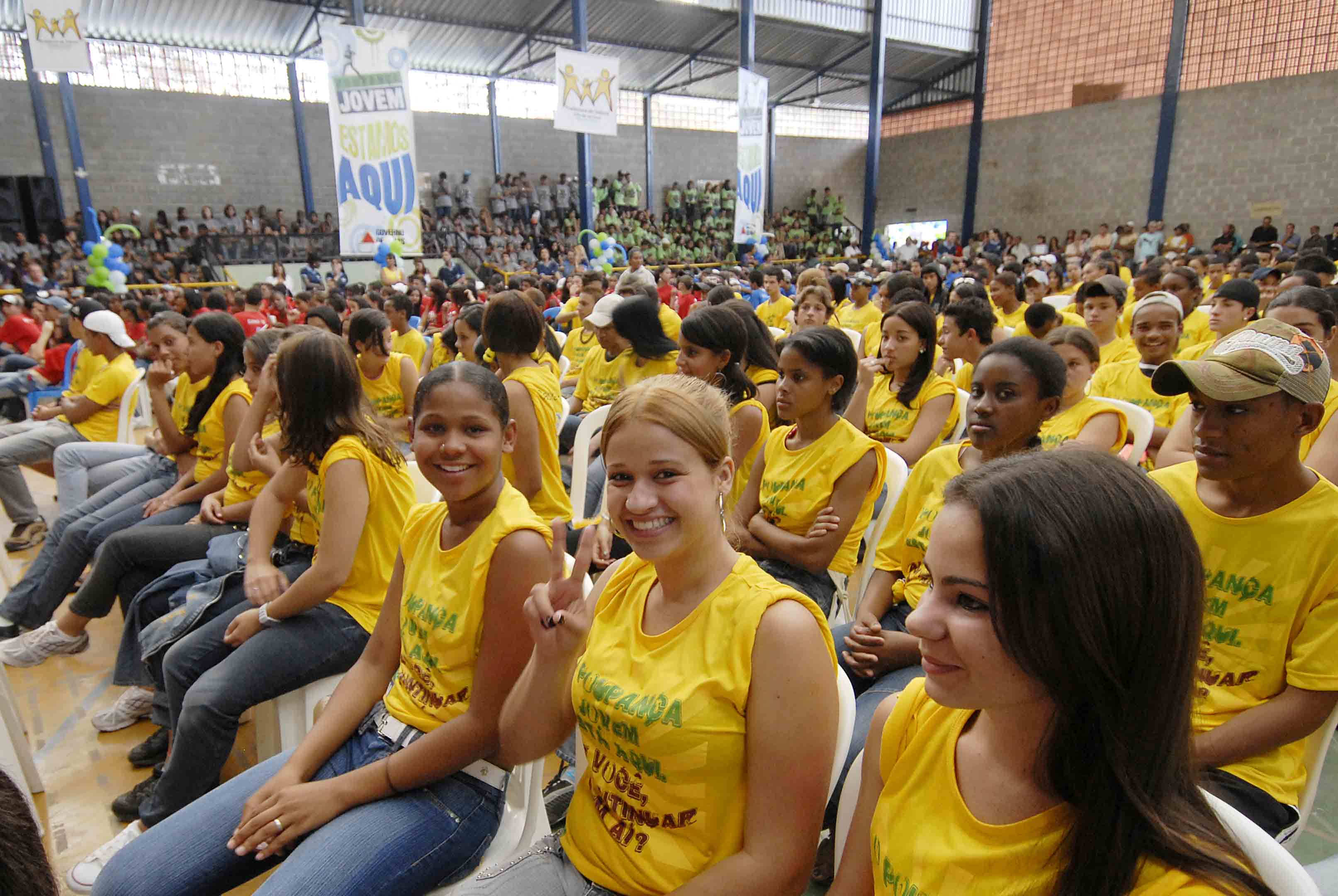
Jovens de Sabará beneficiados pelo Poupança Jovem.

Entre os programas sociais, o governo de Aécio apresentou resultados expressivos no Projeto de Combate à Pobreza Rural (PCPR), desenvolvido com financiamento de US$ 70 milhões do Banco Mundial, dividido em duas parcelas iguais. O projeto abrange 188 municípios situados em áreas de mais baixo Índice de Desenvolvimento Humano (IDH) do Estado. O objetivo é a melhoria da renda e da qualidade de vida da população rural. São as próprias comunidades que se organizam e definem suas prioridades. Os projetos vão desde a construção de creches ao estabelecimento de associações de artesanato ou de piscicultura. O PCPR iniciou em 2006, e até junho de 2008, foram assinados 1 283 convênios no valor de US$ 28 milhões, beneficiando 74,6 mil famílias.
O programa Poupança Jovem foi lançado em março de 2007, com a meta de atender até 2010, cinquenta mil alunos do ensino médio da rede estadual que vivem em áreas de maior risco social. Cada um desses estudantes receberá, ao final do terceiro ano do ensino médio, uma poupança de R$ 3 mil. Para receber o dinheiro, os jovens devem assumir uma série de compromissos relativos ao desempenho escolar, como frequência e aprovação, e ao comportamento pessoal. Eles não podem, por exemplo, se envolver em ocorrências policiais e devem prestar serviços comunitários. Os estudantes são engajados em atividades extracurriculares culturais e profissionalizantes e recebem acompanhamento de psicólogos e assistentes sociais. O programa oferece aulas de inglês, informática e qualificação profissional.

## Segurança pública

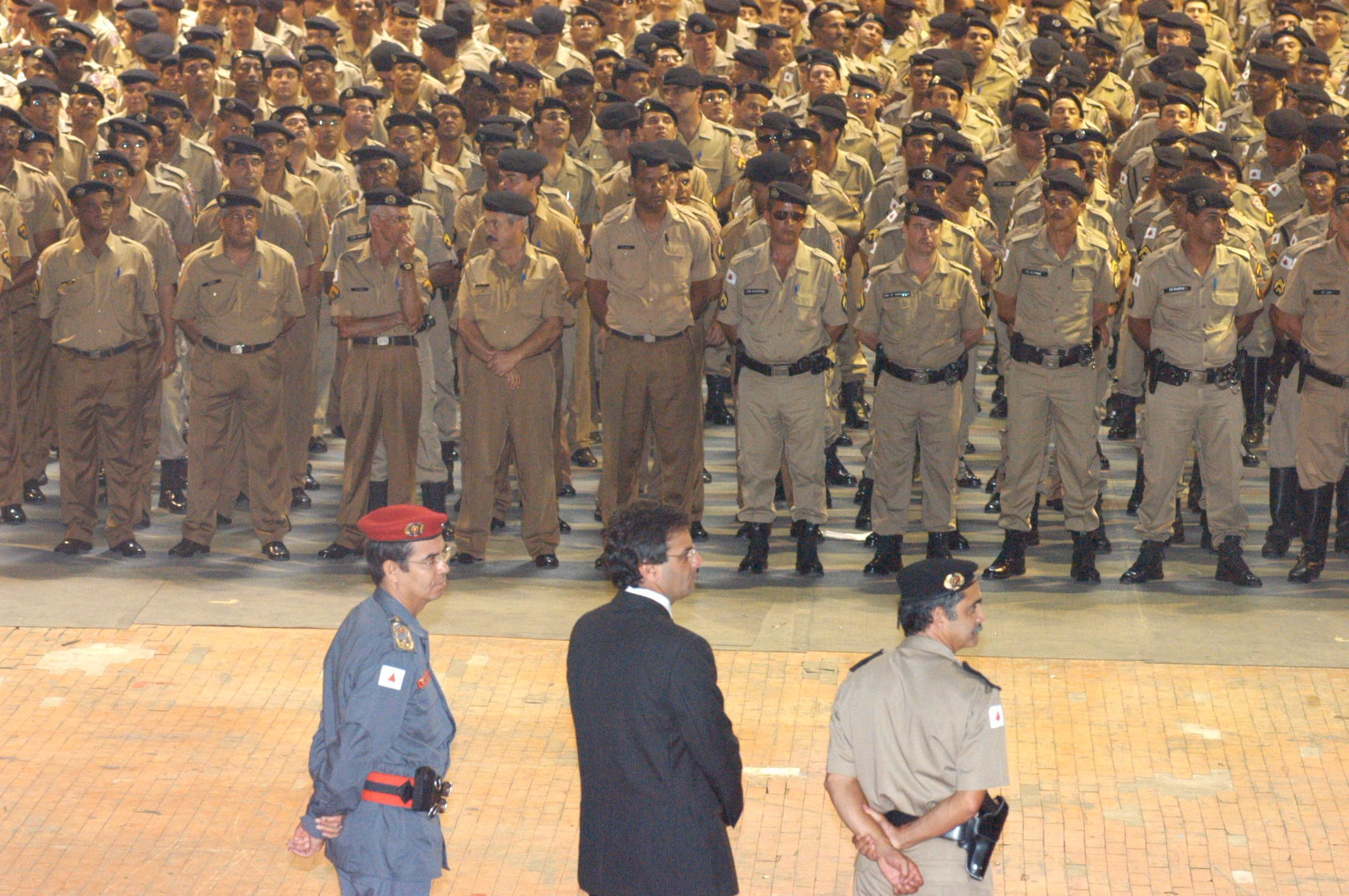
Aécio durante solenidade de promoção de soldados a cabos da Polícia Militar (PMMG) e do Corpo de Bombeiros (CBMMG), 2 de abril de 2004.

Em 2003, foi criado o "Programa de Controle de Homicídios Fica Vivo". Esse programa atende anualmente, em média, 13 000 pessoas de 12 a 24 anos em situação de risco social, residentes em áreas de maiores índices de homicídios em Belo Horizonte e cidades da sua região metropolitana e do interior. Nas regiões que abrange, os índices de homicídios caíram 50%. A base do programa são as oficinas de esporte, cultura, inclusão produtiva e comunicação para afastar os jovens da criminalidade.
O governo estadual contratou por meio de concurso público novos policiais civis, militares e Corpo de Bombeiros. Em 2003, o número de novas viaturas para as polícias civil e militar e Corpo de Bombeiros subiu de 7 068 para 13 072. Foi criada a Guarda Penitenciária, com aumento em 400% no número de agentes penitenciários entre 2003 e 2009. No total, o efetivo de segurança em Minas Gerais passou de 49 400, em 2003, para 60 832 em 2009.
Em janeiro de 2009, o governo estadual inaugurou o Centro de Referência à Gestante Privada de Liberdade, que foi construído em Vespasiano. Esse é o primeiro presídio do país a abrigar detentas grávidas e seus bebês.
A criminalidade violenta caiu 36% em todo o estado entre 2003 e 2008. A diminuição desse índice é mais significativa em Belo Horizonte (menos 52%) e sua região metropolitana (menos 51%). Nesse mesmo período, o governo do Estado destinou para a segurança pública cerca de R$ 22 bilhões.

## Saúde pública
O governo de Aécio criou o programa Pro-Hosp, que regionaliza a saúde pública em Minas Gerais, distribuindo os investimentos em todas as regiões. Foram mais de R$ 470 milhões distribuídos em 108 municípios mineiros.
Em outubro de 2003, foi criado o programa Rede Viva Vida, um programa de redução da mortalidade infantil e materna em Minas Gerais. A meta desse programa é a redução da taxa de mortalidade infantil em 25% e a diminuição da razão de morte materna em 15%. Para viabilizar o programa foram criados os centros "Viva Vida" e as Casas de Apoio à Gestante. Houve queda na mortalidade infantil, de 17%, de 2003 a 2008, passando de 17,6 para 14,6 mortos por mil nascidos vivos.
Foram implementadas duas mil novas equipes do PSF através do programa Saúde em Casa, totalizando 4 009 equipes, além da construção, ampliação e reforma de 1 634 UBS - Unidade Básicas de Saúde e compra de 997 veículos.
Também foi criado o programa Farmácia de Minas, com a estruturação do sistema básico de saúde, para a entrega de remédios de atenção primária. Em valores, de 2003 a 2009, foram R$ 2,06 bilhões em medicamentos distribuídos. Posteriormente, o programa começou a fazer a entrega em domicílio para portadores de doenças crônicas.
O salário-base dos médicos em Minas era de R$ 1.050,00, o segundo mais baixo do Brasil.

## Transportes
Um dos principais projetos do governo Aécio na área dos transportes foi o Programa de Pavimentação de Ligações e Acessos Rodoviários (Proacesso). Iniciado em 2004, com recursos próprios e financiamento do Banco Interamericano de Desenvolvimento, o programa prevê o asfaltamento do acesso de 225 municípios que possuíam ligação por estrada de terra. Em 2010, prazo estimado de conclusão, o Proacesso totalizou 5 572 km de acessos pavimentados, beneficiando 1,9 milhão de pessoas. Os objetivos principais do programa são, por meio da melhoria da infraestrutura dos municípios, auxiliar o desenvolvimento econômico e social das cidades beneficiadas e melhorar a qualidade de vida das populações ao facilitar seu acesso a serviços e mercados regionais.
No fim de 2005, começaram as obras da Linha Verde, com a finalidade de iniciar o processo de crescimento e desenvolvimento da região metropolitana de Belo Horizonte. As obras, que foram concluídas em 2008, beneficiaram o eixo norte de Belo Horizonte e também dez municípios da região metropolitana da capital do estado.

## Aprovação do governo
Aécio liderou o ranking de avaliação dos governadores feito pelo Datafolha em dezembro de 2007, em março e em dezembro de 2009. De uma escala de 0 a 10, sua nota foi de 7,0 em julho de 2006, 7,7 em março de 2007, 7,6 em março de 2009 e de 7,5 em dezembro de 2009. Sua aprovação ao deixar o governo do Estado foi de 92%, sendo que 76% consideraram o governo como ótimo ou bom.